# Piet Cleij
Piet Cleij (ur. 27 maja 1927, zm. 7 stycznia 2015) – holenderski leksykograf prowadzący podstawowe prace nad rozwojem słownictwa języka interlingua.
Zasługą Pieta Cleija jest rozszerzenie fundamentu leksykalnego zawartego w słowniku Interlingua-English Dictionary z 27 tys. do ok. 50 tys. haseł i opracowanie ok. 100 tys. przykładów użycia, zarejestrowanych w słowniku Dictionario Interlingua-Nederlandese.